# Þingmúli
Þingmúli är ett berg i republiken Island. Det ligger i regionen Austurland, 400 km öster om huvudstaden Reykjavík. Toppen på Þingmúli är 508 meter över havet, eller 125 meter över den omgivande terrängen. Bredden vid basen är 3,2 km.
Trakten runt Þingmúli är nära nog obefolkad, med mindre än två invånare per kvadratkilometer. Närmaste större samhälle är Reyðarfjörður, omkring 20 kilometer öster om Þingmúli. Trakten runt Þingmúli består i huvudsak av gräsmarker.